# Hesperentomon sichuanense
Hesperentomon sichuanense är en urinsektsart som beskrevs av Yinquiu Tang och Yin 1988. Hesperentomon sichuanense ingår i släktet Hesperentomon och familjen Hesperentomidae. Inga underarter finns listade i Catalogue of Life.